# Presidente Dutra (microregio)
Presidente Dutra is een van de 21 microregio's van de Braziliaanse deelstaat Maranhão. Zij ligt in de mesoregio Centro Maranhense en grenst aan de mesoregio Leste Maranhense in het zuiden, oosten en noordoosten en de microregio's Médio Mearim in het noordwesten en Alto Mearim e Grajaú in het westen. De microregio heeft een oppervlakte van ca. 6724 km². Midden 2004 werd het inwoneraantal geschat op 183.593.
Elf gemeenten behoren tot deze microregio:
| - Dom Pedro - Fortuna - Gonçalves Dias - Governador Archer - Governador Eugênio Barros - Governador Luiz Rocha | - Graça Aranha - Presidente Dutra - São Domingos do Maranhão - São José dos Basílios - Senador Alexandre Costa |

Mesoregio's: Centro Maranhense · Leste Maranhense · Norte Maranhense · Oeste Maranhense · Sul Maranhense

Microregio's: Aglomeração Urbana de São Luís · Alto Mearim e Grajaú · Baixada Maranhense · Baixo Parnaíba Maranhense · Caxias · Chapadas das Mangabeiras · Chapadas do Alto Itapecuru · Chapadinha · Codó · Coelho Neto · Gerais de Balsas · Gurupi · Imperatriz · Itapecuru Mirim · Lençóis Maranhenses · Litoral Ocidental Maranhense · Médio Mearim · Pindaré · Porto Franco · Presidente Dutra · Rosário